# سد نوئوو موندو
سد نوئوو موندو (به اسپانیایی: Presa Nuevo Mundo) یک سد در کوبا است که در موا (کوبا) واقع شده‌است.